# Stuart Dischell
Stuart Dischell, né le 29 mai 1954 à Atlantic City dans le New Jersey, est un poète américain, professeur au sein du Master of Fine Arts in english creative writing de l'Université de Caroline du Nord à Greensboro.

## Biographie
Stuart Dischell a étudié la littérature à l'Université Antioch, puis a obtenu une Maîtrise au sein du Writers workshop de l'Université d'Iowa, où il a étudié la poésie avec Donald Justice (en), Stanley_Plumly et Jon Anderson (en). À la fin de ses études, il déménage à Cambridge, Massachusetts et enseigne à l'Université de Boston.
Depuis 1992, il enseigne l'écriture créative au sein du Master of Fine Arts in english creative writing de l'Université de Caroline du Nord à Greensboro. Il a également enseigné lors du Sarah Lawrence Summer Literary Seminars et au sein du Low Residency MFA Program à l'Université Warren Wilson.

## Publications
- Animate Earth[1], Jeanne Duval Editions, 1988
- Good Hope Road[2] (National Poetry Series), Viking Books, 1993
- Evening and Avenues[3], Penguin Books, 1996
- Dig Safe[4], Penguin Books, 2003
- Backwards Days[5], Penguin Books, 2007
- Touch Monkey[6], Forklift Ink., 2012
- Standing on Z[7], Unicorn Press, 2016
- Children with Enemies[8], University of Chicago Press, 2017
- The lookout man[9] , University of Chicago Press, 2022

1. ↑  (en) Stuart Dischell, Animate Earth, Jeanne Duval Editions, 1988
2. ↑  (en) Stuart Dischell, Good Hope Road, New York, N.Y., U.S.A., Viking Books, 1993, 72 p. (ISBN 978-0-670-84822-5)
3. ↑  (en) Stuart Dischell, Evening and Avenues, New York, N.Y., U.S.A, Penguin Books, 1996, 96 p. (ISBN 978-0-14-058766-1)
4. ↑  (en) Stuart Dischell, Dig Safe, New York, N.Y., U.S.A., Penguin Books, 2003, 2003 p. (ISBN 978-0-14-200268-1)
5. ↑  (en) Stuart Dischell, Backwards Days, New York, N.Y., U.S.A., Penguin Books, 2007, 80 p. (ISBN 978-0-14-311255-6)
6. ↑  (en) Stuart Dischell, Touch Monkey, Ohio, O.H.,  U.S.A., Forklift Ink., 2012, 32 p.
7. ↑  (en) Stuart Dischell, Standing on Z, Greensboro, N.C., U.S.A., Unicorn Press, 2016, 27 p. (ISBN 978-0-87775-804-4)
8. ↑  (en) Stuart Dischell, Children with Enemies, Chicago, I.L., U.S.A., University of Chicago Press, 2017, 74 p. (ISBN 978-0-226-49859-1, lire en ligne)
9. ↑  (en) Stuart Dischell, The Lookout Man, Chicago, I.L., U.S.A., University of Chicago Press, 2022, 80 p. (ISBN 978-0-226-81783-5, lire en ligne)

Stuart Dischell a également été publié dans plusieurs recueils tels que Essential Pleasures : A New Anthology of Poems to Read Aloud', Hammer and Blaze: A Gathering of Contemporary American Poets, The Pushcart prize, XIX, 1994-1995: best of the small presses et Good Poems and in various media such as The Atlantic, New Republic, Agni, From the Fishouse, Ploughshares, Slate, The Kenyon Review et Alaska Quaterly Review.

## Distinctions et récompenses
- National Poetry Series Award, 1991
- Pushcart Prize, 1994
- National Endowment for the Arts Fellowship, 1996
- North Carolina Arts Fellowship, 2001
- John Simon Guggenheim Memorial Foundation Fellowship , 2004
- National Endowment for the Arts Fellowship, 2008